# Урубамба (река)
Урубамба (на испански: Río Urubamba) е река в Перу, дясна съставяща на Укаяли (дясна съставяща на Амазонка). Дължината ѝ е 862 km, а площта на водосборния басейн – 60 300 km² (17.87% от водосборния басейн на Укаяли).
Река Урубамба води началото си под името Вилканота, на 4672 m н.в., от североизточния склон на Централните Перуански Кордилери. В горното и средното си течение е бурна планинска река, течаща в дълбоки каньони, разчленяващи масивите Кордилера Вилкабамба и Кордилера де Вилканота. След устието на левия си приток Рио Мантаро, завива на север и отново в дълбок каньон пресича Източните Перуански Кордилери). В района на селището Кампо Доминго излиза от планините и вече като голяма, мощна и спокойна река тече през крайните югозападни части на Амазонската низина. При град Аталая, на 208 m н.в. се съединява с идващата отляво река Апуримак (Тамбо) и двете заедно дават началото на река Укаяли (дясна съставяща на Амазонка).
Основни притоци: леви – Рио Мантаро (124 km); десни – Яверо (Паукартамбо, 305 km, най-голям приток), Тимпия (156 km), Камисеа (142 km), Инуя 252 km). Река Урубамба има предимно дъждовно подхранване, с ясно изразено пълноводие през лятото (от декември до февруари). Средният годишен отток в устието е 2330 m³/s. Плавателна е за плитко газещи речни съдове в най-долното си течение. Над един от нейните многобройни каньони, на левият ѝ бряг, се намират руините на селището на инките Мачу Пикчу.